# Stormvogel (schip, 1925)
Het motorvrachtschip STORMVOGEL, type “Katwijker”, is als wachtschip in gebruik als moederschip voor kampen bij waterscouting Baron van Pallandtgroep in Scheveningen. Het schip heeft ontheffing om de vletten van de groep te mogen slepen. De ligplaats van het schip is het Boterhuiseiland bij Leiden.

## Geschiedenis
Er is nog niet veel beschreven over de tijd in de beroepsvaart. Overgeleverd is wel dat koper Vrolijk het schip indertijd vernoemde naar zijn zoon Maarten, de latere commissaris der Koningin van Zuid-Holland.
Het schip werd door de groep gekocht met de bedoeling het te gaan gebruiken als drijvende botenloods voor de drie lelievletten en kreeg na het zomerkamp van 1965 een ligplaats aan de (toen nog niet gedempte) Haringkade in Scheveningen, vóór het groepshuis. Het schip verkeerde toen nog in originele staat, maar was wel volgeladen met oude ijskasten, waardoor het niet eens was opgevallen dat er ook nog een dieselmotor in zat. Ook zat het stijf onder de roest.

### Verbouwing
In Scheveningen werd begonnen met de verbouwing van het dek boven de kombuis en boven het achteronder. In het ruim kreeg de groep van de ouders 20 kooien, naast elkaar. Tegenwoordig is dit boven elkaar. Daarna begon de bouw van een stuurhuis bij de B.A.M. in de Binkhorst. Op een stalen onderstuk werd van oude schoolbanken het bovenste deel getimmerd. Oude HTM- tramramen werden gebruikt als ramen in het stuurhuis. In 1972 werd de den verhoogd en de oude losse luiken vervangen. Tegen de onderkant van het dek werd  spaanplaat aangebracht, om druipen van condenswater tegen te gaan. In 1978 werden in Amsterdam de laatste twee losse luiken vervangen door het vaste dek te verlengen.
Vanaf 1998 werd de Stormvogel steeds verder aangepakt, om het schip geheel te laten voldoen aan de veiligheidseisen van de Scheepvaartinspectie en Scouting Nederland. In 2008 kreeg het schip weer een nieuw (gerenoveerd) stuurhuis. In 2009 lag het voor het winteronderhoud aan de Neherkade in Den Haag, daar brak   brand uit in het achteronder. In 2012 kreeg het een Automatic Identification System transponder, waarmee het onder de vaart gevolgd kan worden.

### Incident
Het schip haalde op 07 augustus 2006 landelijk de media. Op de terugreis van het Nationaal Waterkamp in Arnhem, de landelijke manifestatie van waterscouts, zijn twee van de drie vletten tussen de Ketelbrug en Flevo Marina (bij Lelystad) losgebroken uit de sleep en verdaagd naar de basaltblokken tegen de dijk aan de wal. Nadat de schipper, die zijn jonge bemanning in opleiding voor hun papieren niet aan risico wilde blootstellen, zelf aan boord van de vlet met een buitenboordmotor de vletten wilde terughalen, heeft hij het roer overgedragen aan twee mensen die al vaker met het schip hadden gevaren. Dat ging goed, totdat op het allerlaatste moment de motor overboord sloeg (deze was geborgd en kon later worden gerepareerd). De schipper en de medeleiding zijn veilig op de kant gekomen.
In de tussentijd was het weer verslechterd, zware buien (NW 5 tot 6 met uitschieters tot windkracht 8), iets wat op het daarvoor bedoelde marifoonkanaal 1 (IJsselmeer) vooraf niet gemeld was. Het probleem ontstond toen de boot alsnog te weinig vermogen bleek te hebben voor de reddingspoging en afdreef. De windrichting was ongunstig, de hemel pikzwart. Het bleek niet meer mogelijk om koers te zetten naar Lelystad, ze kwamen er niet doorheen. De twee schippers in opleiding durfden het niet meer alleen aan en besloten via de marifoon de Kustwacht te alarmeren. Die schakelde de KNRM van Urk in. De Urker reddingsboot de Koningin Beatrix loodste de groep waterscouts uiteindelijk veilig de haven binnen.

### Werfbeurt 2018 en certificaat van onderzoek (CvO) (2018)
Door Europese eisen moeten alle binnenvaartschepen van 20 meter en langer een keuringscertificaat kunnen tonen vanaf 1 januari 2019. Dit certificaat van onderzoek is voor historische schepen zoals de Stormvogel niet haalbaar met de strenge eisen die vanaf die datum gelden. Als overgangsregeling mocht dit type schepen voor de invoering aan lichter eisen voldoen, die wel haalbaar zijn voor oude schepen. Voor de HWS Baron van Pallandt werd dit een spannend traject. De jaren ervoor kampte het schip met motorproblemen.  Toen die eenmaal opgelost waren, kwam de datum steeds dichterbij. De groep heeft in het voorjaar van 2018 de benodigde 18.000 euro voor een werfbeurt en alle nodige aanpassingen voor het CvO bij elkaar gebracht. Fonds 1818 en het Boshuyzenfonds hebben een deel geschonken. Daarnaast is een succesvolle crowdfundingactie gevoerd via het Voor je Buurt platform, wat een deel van het bedrag opleverde.
Direct na het Nawaka zomerkamp in Zeewolde is de Stormvogel doorgevaren naar werf Stallinga in Leiden, waar het schip uit het water gehaald is. Vele uren vrijwilligerswerk, aangevuld met professionals van de werf en de raad en hulp van Ton Stallinga is de keuring in september 2018 binnengehaald. De terugtocht naar de vaste ligplaats op de Kagerplassen leverde nog wel een spektakel op. Tijdens de tocht over de Zijl bleek het schip lek door de ligging op de werf. Toen dat bleek is in allerijl teruggevaren naar de werf, waarbij de brugwachters op de oproep 'Stormvogel, brug open graag, we maken water' een vrije doorvaart terug naar Leiden garandeerde. Ter plekke kon het gaatje gelukkig snel gedicht worden.

### Nieuw achteronder (2020)
Net voor de corona lockdown is het achteronder van de Stormvogel vakkundig verbouwd, onder vakkundige leiding van Cock Löbker, zodat het weer een fijne leidingruimte is, na jarenlang als opslag gefungeerd te hebben. Na drie maanden stilliggen van de scoutingactiviteiten kon het tijdens het zomerkamp in juli naar Harderhaven in gebruik worden genomen.

## Liggers Scheepmetingsdienst[5]
| Meetnummer  | District en volgnr. | Meetdatum         | Meetplaats | Lengte [m] | Breedte [m] | Inzinking [m] | Waterverplaatsing [ton] | Naam                | Eigenaar               | Domicilie          |
| ----------- | ------------------- | ----------------- | ---------- | ---------- | ----------- | ------------- | ----------------------- | ------------------- | ---------------------- | ------------------ |
| H2367N      | 's-Gravenhage 2367  | 6 augustus 1925   | Leiden     | 24 m 12 cm | 4 m 38 cm   | –             | 79,923 ton              | NOORDWIJK-ROTTERDAM | G. Plug Jzn            | Noordwijk Binnen   |
| R14676N     | Rotterdam 14676     | 15 juni 1944      | Rotterdam  | 24 m 15 cm | 4 m 37 cm   | 1 m 38 cm     | 59,841 ton              | NOORDWIJK-ROTTERDAM | G. Plug Jzn Domicilie: | Noordwijk (binnen) |
| R16270N     | Rotterdam 16270     | 7 juli 1948       | Rotterdam  | 24 m 15 cm | 4 m 37 cm   | 1 m 62 cm     | 79,702 ton              | NOORDWIJK-ROTTERDAM | G. Plug                | Noordwijk Binnen   |
| Andere naam |                     | 9 december 1949   |            |            |             |               |                         | NOORDWIJK           |                        |                    |
| Andere naam |                     | 15 mei 1952       |            |            |             |               |                         | MAARTEN             |                        |                    |
| R32788N     | Rotterdam 32788     | 11 september 1969 | –          | 24 m 15 cm | 4 m 37 cm   | 0 m 97 cm     | 20,306 ton              | STORMVOGEL          | -                      | -                  |